# ريتشارد أ. فلك
ريتشارد أ. فلك (بالإنجليزية: Richard Anderson Falk)‏ هو ناشط سلام وناشط حقوق الإنسان وأستاذ جامعي أمريكي، ولد في 13 نوفمبر 1930 في نيويورك في الولايات المتحدة.

## وصلات خارجية
- ريتشارد أ. فلك على موقع IMDb (الإنجليزية)